# Herbert Brodkin
Herbert Brodkin (9 de novembro de 1912 - 29 de outubro de 1990) foi um produtor e diretor estadunidense de cinema e televisão.

## Filmografia

### Filmes
- Sebastian (1968) (Produtor)
- A Culpa de Cada Um (1970) (Produtor)

### Televisão
| Ano       | Título                                           | Função             | Notas                           |
| --------- | ------------------------------------------------ | ------------------ | ------------------------------- |
| 1950-1951 | Charlie Wild, Private Detective                  | Produtor           | 2 episódios                     |
| 1953      | ABC Album                                        | Produtor           | 2 episódios                     |
| 1954      | The Motorola Television Hour                     | Produtor           | 1 episódio                      |
| 1954      | Center Stage                                     | Produtor executivo | Todos os episódios              |
| 1954-1955 | The Elgin Hour                                   | Produtor           | 2 episódios                     |
| 1955      | The Philco Television Playhouse                  | Produtor           | 1 episódio                      |
| 1955-1956 | Alcoa-Goodyear Playhouse                         | Produtor           | 3 episódios                     |
| 1957      | Studio One                                       | Produtor           | 4 episódios                     |
| 1959-1960 | Playhouse 90                                     | Produtor           | 6 episódios                     |
| 1959-1964 | Brenner                                          | Produtor executivo |                                 |
| 1961-1965 | The Defenders                                    | Produtor executivo |                                 |
| 1962-1965 | The Doctors and the Nurses                       | Produtor executivo |                                 |
| 1965      | For the People                                   | Produtor           |                                 |
| 1967      | Coronet Blue                                     | Produtor executivo |                                 |
| 1967      | CBS Playhouse                                    | Produtor           | Episódio - Dear Friends         |
| 1968      | CBS Playhouse                                    | Produtor           | Episódio - The People Next Door |
| 1972      | Lights Out                                       | Produtor           | Telefilme                       |
| 1972      | Crawlspace                                       | Produtor           | Telefilme                       |
| 1973      | Pueblo                                           | Produtor           | Telefilme                       |
| 1973      | Rx for the Defense                               | Produtor           | Telefilme                       |
| 1974      | F. Scott Fitzgerald and 'The Last of the Belles' | Produtor executivo | Telefilme                       |
| 1974      | The Missiles of October                          | Produtor           | Telefilme                       |
| 1975      | F. Scott Fitzgerald in Hollywood                 | Produtor executivo | Telefilme                       |
| 1976      | The Land of Hope                                 | Produtor executivo | Telefilme                       |
| 1977      | The Deadliest Season                             | Produtor executivo | Telefilme                       |
| 1978      | Holocaust                                        | Produtor executivo | Minissérie                      |
| 1978      | Siege                                            | Produtor executivo | Telefilme                       |
| 1978      | The Last Tenant                                  | Produtor executivo | Telefilme                       |
| 1979      | Hollow Image                                     | Produtor executivo | Telefilme                       |
| 1980      | Doctor Franken                                   | Produtor executivo | Telefilme                       |
| 1980      | Death Penalty                                    | Produtor executivo | Telefilme                       |
| 1980      | F.D.R.: The Last Year                            | Produtor executivo | Telefilme                       |
| 1980      | The Henderson Monster                            | Produtor executivo | Telefilme                       |
| 1980      | King Crab                                        | Produtor executivo | Telefilme                       |
| 1981      | Skokie                                           | Produtor executivo | Telefilme                       |
| 1982      | My Body, My Child                                | Produtor executivo | Telefilme                       |
| 1982      | Benny's Place                                    | Produtor executivo | Telefilme                       |
| 1983      | Ghost Dancing                                    | Produtor executivo | Telefilme                       |
| 1984      | Sakharov                                         | Produtor executivo | Telefilme                       |
| 1986      | Murrow                                           | Produtor executivo | Telefilme                       |
| 1987      | Night of Courage                                 | Produtor executivo | Telefilme                       |
| 1987      | Mandela                                          | Produtor executivo | Telefilme                       |
| 1988      | Stones for Ibarra                                | Produtor executivo | Telefilme                       |
| 1988      | Doubletake                                       | Produtor executivo | Telefilme                       |
| 1990      | Murder in Black and White                        | Produtor executivo | Telefilme                       |
| 1990      | Murder Times Seven                               | Produtor executivo | Telefilme                       |